# Rudolf Böhm (Künstler)
Rudolf Böhm (* 19. Juli 1941 in Markneukirchen) ist ein deutscher Bildhauer und Kunstschmied.

## Leben und Werk
Böhm absolvierte eine Lehre als Steinbildhauer. Seine künstlerische Ausbildung erwarb er an der Kunsthochschule Berlin-Weißensee. Seine späteren Arbeitsgebiete umfassten Kunst und Bauen, Kunst im öffentlichen Raum, Plastik und Installationen.
Als Restaurator leitete Rudolf Böhm ab 1968 hauptamtlich die Skulpturenwerkstatt in Sanssouci. Daneben schuf er selbst zahlreiche Skulpturen, Brunnen oder Reliefmedaillons, die in Potsdam und anderen deutschen Orten ihren Platz fanden. 1985 war er mit Kunstschmiedearbeiten am Aufbau des Schauspielhauses Berlin beteiligt.
Beim Wiederaufbau des Fortunaportals nach der Wende leitete Rudolf Böhm die Bildhauerarbeiten. In seiner Funktion als Leiter der Skulpturenwerkstatt sorgte er dafür, dass ab 1999 die fehlenden Skulpturen im Park Sanssouci ergänzt und die wertvollen Originale durch originalgetreue Kopien ersetzt wurden.
Außerdem unterstützte Böhm die Stadt Potsdam mit künstlerischem Rat bei der denkmalgerechten Überarbeitung oder dem Neuaufbau von Hausfassaden (unter anderem an der Humboldtstraße 3 und 4).
Bei der Restaurierung des Großen Waisenhauses zu Potsdam war Böhm ebenfalls künstlerischer Berater.
Am 1. August 2006 ging Böhm in den Ruhestand, ist aber weiterhin bildhauerisch tätig. Die Leitung der Skulpturenwerkstatt übernahmen Kathrin Lange und Saskia Hüneke.
Für den Verein Kiels Gelehrtes Erbe arbeitet Böhm seit 2010 ehrenamtlich als künstlerischer Berater für das Projekt Wiedererrichtung der Statuen der vier Philosophen des ehemaligen Kollegiengebäudes der Christian-Albrechts-Universität zu Kiel.
2018 fertigte er das große Tympanon-Relief nach August Kiss der Nikolaikirche in Potsdam.

## Werke (Auswahl)

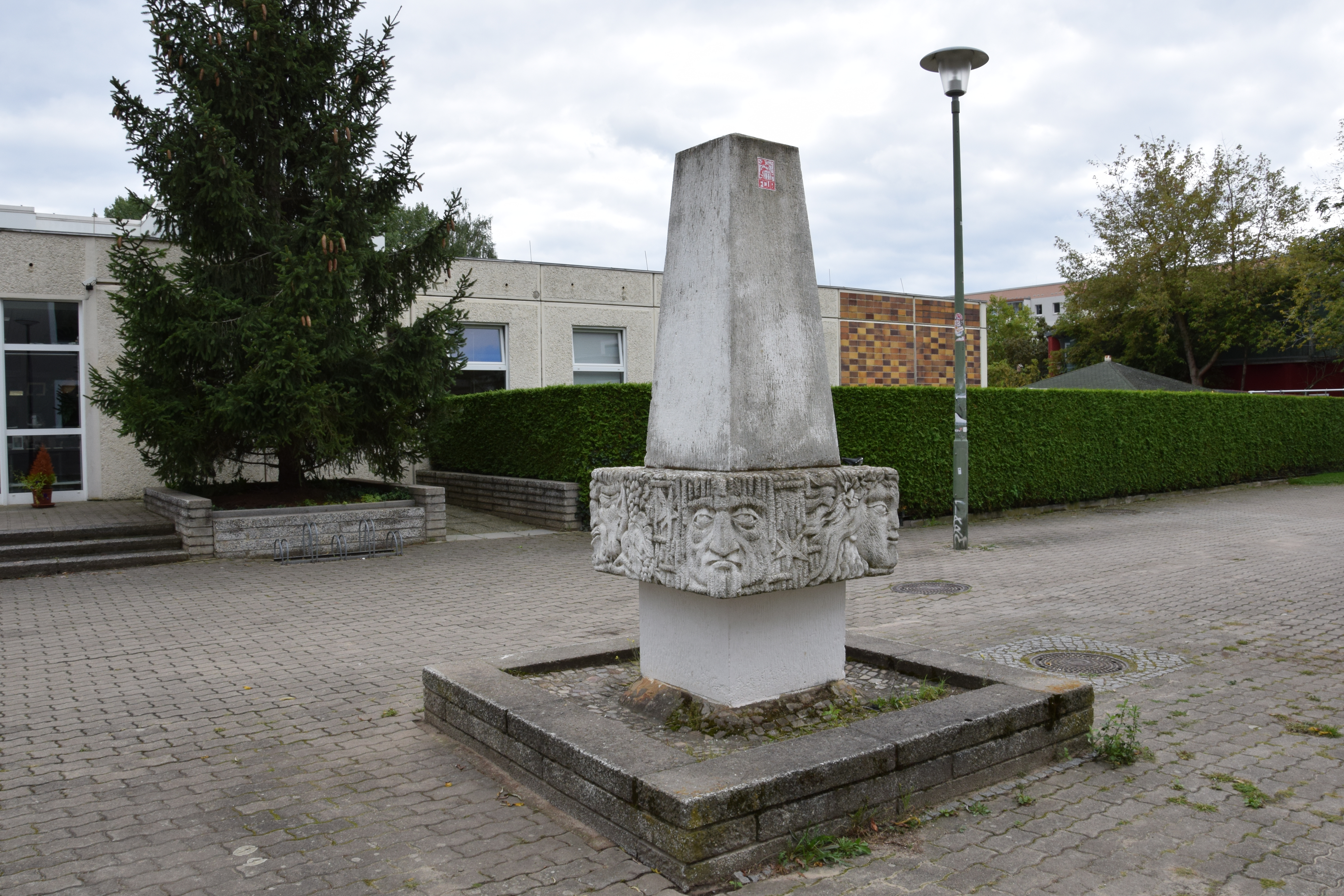
Brunnenskulptur am Havelländer Ring in Berlin-Hellersdorf

- 1977: Kleiner Bacchusbrunnen, Brandenburger Straße 71 auf der nordöstlichen Seite des Platzes vor dem Brandenburger Tor in Potsdam; zusammen mit Rudolf Rentzsch; in Funktion[6][7]
- 1978/1980: Erinnerungstafeln im früheren östlichen Durchgang des ehemaligen Potsdamer Marstalls mit Porträts von Georg Wenzeslaus von Knobelsdorff und von Friedrich Christian Glume[8]
- 1980: Fischende Kinder, Trinkbrunnen, Cottaer Sandstein, Höhe 1,85 m; Standort: Breite Straße 19, Potsdam[9]
- 1987: Die sieben Raben nach dem gleichnamigen Märchen, Brunnenstele aus Sandstein, aus der wegen fehlender Wassertechnik jedoch nie Wasser heraussprudelte; erster Standort in Potsdam, Straße Zum Teufelssee Ecke Zum Schlangenfenn vor einer Kaufhalle; 2015 umgesetzt in die Waldstadt II[6]
- 1989: Denkmal für Peter Joseph Lenné, Sandstein, Standort: Werder, Ortsteil Petzow, Schlosspark, auf einem Hügel am Südufer des Haussees[10]
- 1989: Liste der Brunnenanlagen im Berliner Bezirk Marzahn-Hellersdorf#Böhm; Havelländer Ring 40, Berlin-Marzahn, war im Jahr 2007 am Standort vorhanden
- 2000: Venus und Apollo, Hochreliefs für das restaurierte Potsdamer Hotel am Jägertor, Hegelallee 11[11]
- 2008: Kopie der Venusstatue von Jean-Baptiste Pigalle für die Große Fontäne im Park von Sanssouci; weißer Carrara-Marmor[12]
- 2015: Restaurierung der Jugendstil-Fassade eines Wohnhauses in der Nauener Vorstadt in Potsdam[13]
- 2015: Bildhauerisch-künstlerische Begleitung bei der Rekonstruktion des Palast Barberini
- Restaurierung des Stuckreliefs am Haus 17 des Oberlinhauses in Potsdam[14]
- Restaurierung der denkmalgeschützten Villa Gericke am Pfingstberg in Potsdam, Puschkinallee[15]
- Rekonstruktion des bildhauerischen Schmucks des Palazzo Pompei
- 2018: Rekonstruktion des Tympanonreliefs der Bergpredigt von August Kiß an der Ev. St. Nikolaikirche Potsdam[16]

Insgesamt schuf Rudolf Böhm acht Schmuckbrunnen, etliche gemeinsam mit dem Kunstschmied Walter Rentsch.

## Ehrung
Rudolf Böhm wurde für sein Wirken als Restaurator von der Stadt Potsdam im Jahr 2012 mit dem Eintrag ins Goldene Buch der Landeshauptstadt geehrt.

## Veröffentlichungen
- Rudolf Böhm: Die Wiederherstellung des Skulpturenprogramms im östlichen Lustgarten des Parks von Sanssouci in: Jahrbuch Stiftung Preußische Schlösser und Gärten Berlin-Brandenburg Bd. 8 2006, perspectivia.net (PDF), abgerufen am 16. Januar 2017.
- Rudolf Böhm: Wiedergewinnung eines Reliefzyklus aus Stuck von Christian Daniel Rauch an einer bürgerlichen Villa. Konservierung, Restaurierung und Rekonstruktion. In: Brandenburgische Denkmalpflege, Jahrgang 20, 2011, Heft 2, Berlin 2011 / ISSN 0942-3397

## Teilnahme an zentralen und wichtigen regionalen Ausstellungen in der DDR
- 1974/1975: Frankfurt/Oder, Galerie Junge Kunst („Junge Künstler '74. 1. Jahresausstellung junger bildender Künstler der DDR“)
- 1974, 1979 und 1984: Potsdam, Bezirkskunstausstellungen
- 1987: Potsdam (Kunstausstellung zur „Todesmarschstrecke“)